# Varis

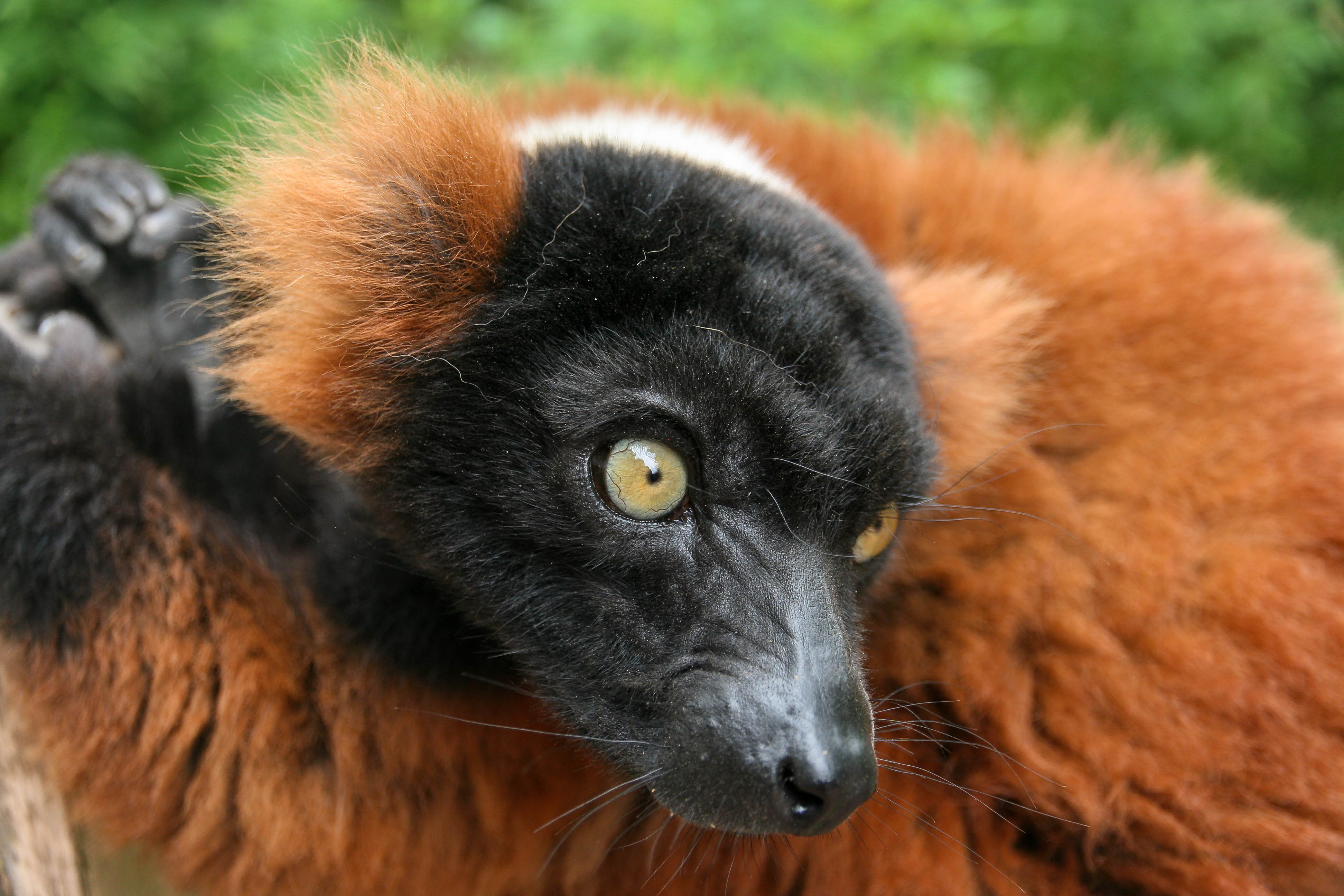
Roter Vari

Die Varis (Varecia) sind eine Gattung der Feuchtnasenprimaten aus der Gruppe der Lemuren. Es werden zwei Arten unterschieden, der 
- Schwarzweiße Vari (Varecia variegata) und der
- Rote Vari (Varecia rubra).

## Merkmale
Varis sind die größten Mitglieder der Familie der Gewöhnlichen Makis. Sie erreichen eine Kopfrumpflänge von 43 bis 57 Zentimeter, der Schwanz ist mit 60 bis 65 Zentimetern länger als der Rumpf, er ist dicht behaart. Ihr Gewicht beträgt rund 2,5 bis 4 Kilogramm. Das Fell der Varis ist lang und weich, es ist beim Schwarzweißen Vari schwarz-weiß gemustert und beim Roten Vari rötlich-braun. Der Kopf ist durch die lange, hundeartige Schnauze mit der langen Zunge, durch die Ohrbüschel und durch die Halskrause charakterisiert.

## Verbreitung und Lebensraum
Varis sind auf Madagaskar beheimatet, ihr Verbreitungsgebiet umfasst die Wälder im Osten der Insel. Ihr Lebensraum sind die primären Regenwälder, wo sie bis in 1300 Meter Höhe vorkommen.

## Lebensweise und Ernährung
Varis sind tag- oder dämmerungsaktive Baumbewohner, die selten auf den Boden kommen. Ihre Fortbewegung ist eher behäbig, sie klettern vorwiegend auf allen vieren, können aber auch gut springen. Bei der Nahrungssuche hängen sie manchmal kopfunter an einem Ast und halten sich nur mit den Hinterbeinen fest.
Das Sozialverhalten ist variabel, neben kleinen Familiengruppen mit 2 bis 5 Tieren finden sich auch größere Verbände aus mehreren Männchen und Weibchen, die bis zu 16 Tiere umfassen können. Ihre Streifgebiete markieren sie mit dem Sekret ihrer Analdrüsen. Eine weitere wichtige Rolle bei der Kommunikation spielen die lauten Rufe, die vorwiegend am Abend ertönen und andere Gruppen auf die eigene Anwesenheit aufmerksam machen sollen.
Die Nahrung der Varis besteht vorwiegend aus Früchten, daneben nehmen sie Blätter, Samen und Nektar zu sich. Ihren langen Zungen sind an das Nektarlecken gut angepasst, dabei spielen sie auch eine wichtige Rolle bei der Bestäubung von Pflanzen, etwa dem Baum der Reisenden.

## Fortpflanzung
Im Bereich der Fortpflanzung unterscheiden sich die Varis deutlich von den anderen Vertretern der Gewöhnlichen Makis. Im Gegensatz zu diesen, die nur ein Paar Zitzen haben, haben Variweibchen drei Paare. Varis bringen meist zwei oder drei Junge zur Welt, auch ist die Tragzeit mit 90 bis 100 Tagen deutlich kürzer. Die Fortpflanzung ist wie bei anderen Lemuren saisonal, die Geburten fallen in die Monate September bis Oktober.
Zur Geburt errichtet das Weibchen ein Nest aus Zweigen und Blättern, in dem die Neugeborenen ihre ersten Lebenswochen verbringen. Manchmal trägt sie die Mutter auch mit dem Maul herum und „parkt“ sie während der Nahrungssuche an geschützten Orten. Die Jungtiere werden mit vier bis fünf Monaten entwöhnt und sind gegen Ende des zweiten Lebensjahres geschlechtsreif. In menschlicher Obhut können Varis über 30 Jahre alt werden.

## Bedrohung
Hauptgefahren für die Varis sind die Zerstörung ihres Lebensraums und die Bejagung. Da sie auf Primärwälder als Lebensraum angewiesen sind, reagieren sie sehr empfindlich auf Störungen durch Brandrodungen, Abholzungen und Bergbau. Darüber hinaus machen sie ihre großen Ausmaße, ihre Tagaktivität und ihre lauten Rufe zu einem leichten Ziel für Jäger. Die Bestände beider Arten sind immer noch im Rückgang begriffen, die Verbreitungsgebiete sind stark verkleinert und zerstückelt. Die IUCN listet den Roten Vari als „stark gefährdet“ (endangered) und den Schwarzweißen Vari mittlerweile als „vom Aussterben bedroht“ (critically endangered).

## Systematik
Die Varis werden zur Familie der Gewöhnlichen Makis (Lemuridae) gerechnet, zu denen unter anderem auch der Katta zählt. Innerhalb dieser Familie bilden sie die Schwestergruppe aller übrigen lebenden Gattungen. 
Die zwei Farbvarianten wurden traditionell als Unterarten geführt, in jüngerer Literatur werden sie aber meist als eigene Arten bezeichnet. Eng mit den Varis verwandt war die Gattung Pachylemur, die vor rund 1000 Jahren ausstarb.